# Joseph Victor von Scheffel
Joseph Viktor von Scheffel (født 26. februar 1826 i Karlsruhe, død 9. april 1886 sammesteds) var en tysk digter.
Scheffel besøgte gymnasiet i sin fødeby og studerede jura i München, Heidelberg og Berlin. Han vendte så tilbage til Karlsruhe, blev sekretær hos den badensiske Bundestagsgesandt Welcker, disputerede for doktorgraden og deltog 1848 som medlem af borgerværnet i forsvaret af tøjhuset mod de revolutionære. Det følgende år blev han kredsamtscensor i Säckingen. I 1852 rejste Scheffel til Italien, lærte i Rom Paul Heyse at kende og skrev i foråret 1853 på Capri sit hurtig populære og senere som operatekst benyttede romantiske epos Der Trompeter von Säckingen (1854, 280. oplag 1907; oversat på dansk) med det folkelig yndede digt Es ist im Leben häszlich eingerichtet. Han opholdt sig efter rejser dels i Karlsruhe, dels ved Bodensee og i Heidelberg, hvor han vinteren 1854—55 digtede sit andet populære værk, den historiske roman Ekkehard (1855, 225. oplag 1908; oversat på dansk). Atter rejste han til Italien, var 1857—59 bibliotekar hos fyrst Egon von Fürstenberg i Donaueschingen, led i nogle år af en depressionstilstand, men rettede sig atter. Han udnævntes til sachsisk hofråd, boede en tid på Wartburg, adledes på sin 50 års fødselsdag 1876 og henlevede sine sidste år i Heidelberg eller på sin villa Rudolfzell ved Bodensee i tilbagetrukken ro. Med Ekkehard havde Scheffel, der stod Münchenskolen både personlig og kunstnerisk nær, skabt sin tids ypperste kulturhistoriske roman. Ungdommens hjerter vandt han med sine friske drikkeviser og vandresange, samlede i Gaudeamus. Lieder aus dem Engeren und Weiteren (1868, 70. oplag 1908), hvori blandt andet findes de populære sange, Alt Heidelberg, du feine og Wohlauf, die Luft geht frisch und rein. Kunstnerisk værdifuld er fortællingen Hugideo (oprindelig trykt 1857 i Heyses Novellenschatz, særlig udgivet 1884) og Bergpsalmen (1870), medens hans øvrige arbejder, som novellen Juniperus, Frau Aventiure, der genkalder minder fra Ofterdingens og minnesangernes tidsalder, festspillet Der Brautwillkomm auf der Wartburg og Der Heini von Steier er svagere. I Waldeinsamkeit (1880) mødte man dog atter den stemningsfulde naturdigter, der ofte havde fundet den folketone, »som gik til hjertet, den sydtyske sangs inderlighed og lune. Populær var Scheffel frem for alt i sin snævrere hjemstavn. Hans statue rejstes 1890 i Heidelberg, hans buste to år senere i Karlsruhe. Gesammelte Werke, udgivet ved Johannes Proelss (1907), Gedenbuch (1900), Briefe an Schweizer Freunde (1898).